# Johnathon Schaech
Johnathon Schaech, född 10 september 1969 i Edgewood i Maryland, är en amerikansk skådespelare och manusförfattare, som har varit aktiv från tidigt 90-tal. Han är bland annat känd för att spela rollen som Leon i dramafilmen Hur man gör ett amerikanskt lapptäcke och Richard Fenton i skräckfilmen Prom Night.
Schaech var gift med skådespelerskan Christina Applegate 2001–2007 och skådespelerskan och countrysångerskan Jana Kramer 2010–2011. Sedan juli 2013 är han gift med Julie Solomon, med vilken han har sonen Camden Quinn (född 2013) och dottern Lillian Josephine (född 2020).

## Filmografi (i urval)

### Filmer
- 1995 – Hur man gör ett amerikanskt lapptäcke
- 1995 – The Doom Generation
- 1996 – Dödlig intrig 2
- 1996 – That Thing You Do!
- 1998 – Blodsband
- 1998 – Finding Graceland
- 1998 – Houdini – en flört med döden
- 2001 – The Forsaken
- 2002 – Snygg, sexig och singel
- 2007 – Livsfarlig utsikt
- 2008 – Prom Night
- 2008 – Quarantine
- 2010 – Takers
- 2011 – 5 Days of War
- 2013 – Phantom
- 2014 – The Legend of Hercules
- 2014 – The Prince
- 2015 – Vice
- 2016 – Raiders (i USA mer känd som Marauders)
- 2017 – Acts of Vengeance
- 2018 – Day of the Dead: Bloodline
- 2020 – The Night Clerk
- 2023 – Suitable Flesh

### TV-serier
- 1999 – Outer Limits (TV-serie)
- 1999 – Time of Your Life (TV-serie)
- 2003 – Arrested Development (TV-serie)
- 2009 – Cold Case (TV-serie)
- 2011 – CSI: Miami (TV-serie)
- 2013 – Ray Donovan (TV-serie)
- 2013 – The Client List (TV-serie)
- 2014 – Star-Crossed (TV-serie)
- 2015 – Sleepy Hollow (TV-serie)
- 2015 – Quantico (TV-serie)
- 2016–2018 – Legends of Tomorrow (TV-serie)
- 2016 – Blue Bloods (TV-serie)
- 2019 – Batwoman (TV-serie)